# Parnall
Parnall était un constructeur aéronautique britannique. Son activité a commencé avec une entreprise de transformation du bois avant la Première Guerre mondiale, et il est devenu un important constructeur d’avions militaires et civils dans les années 1940,,. La société était implantée dans l'ouest de l'Angleterre, et elle était à l'origine connu sous le nom de George Parnall & Co. Ltd.

## Historique

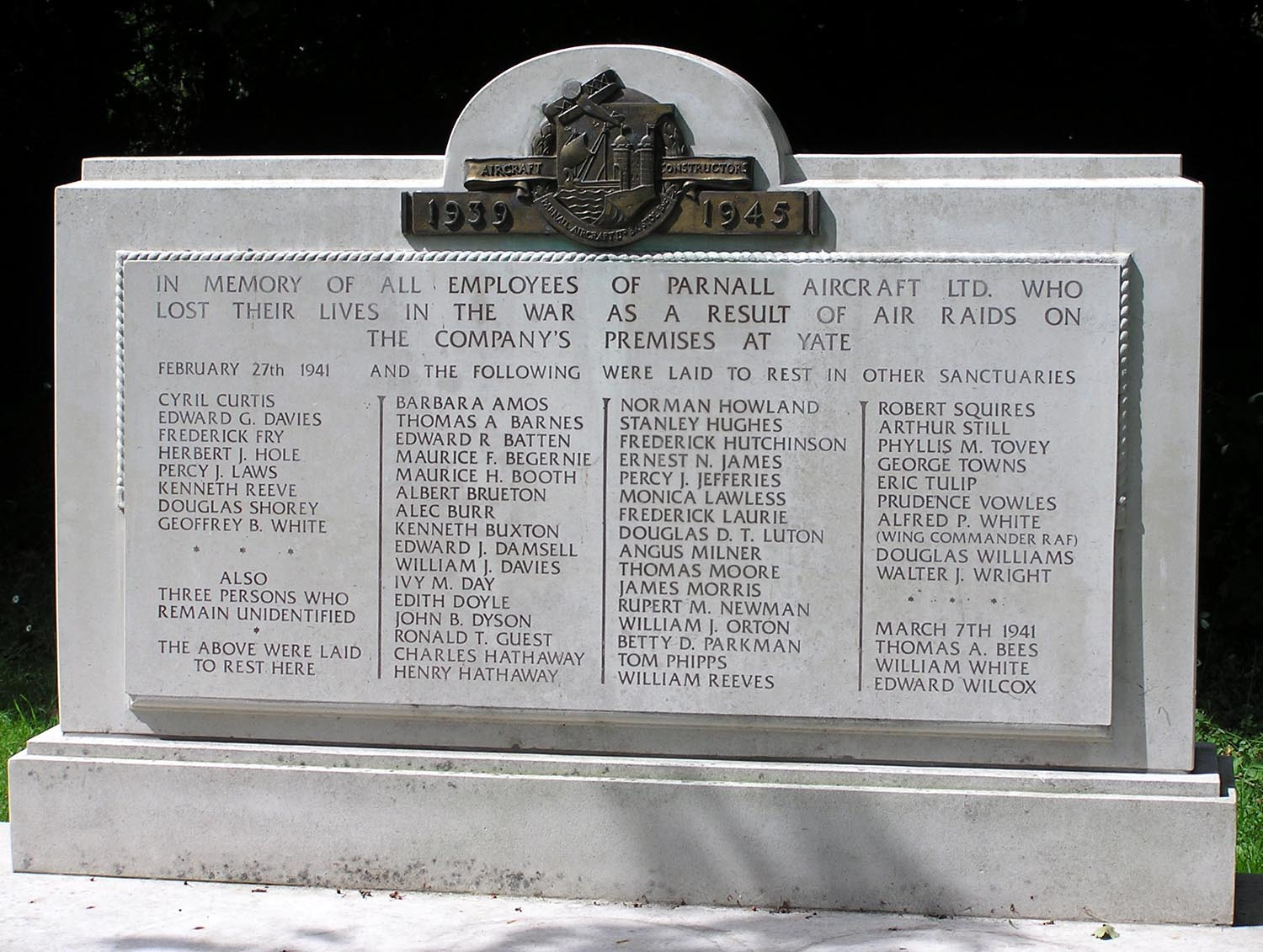
Mémorial aux 52 employés tués lors du raid aérien allemand du 27 février 1941 à l'usine Parnall Aircraft de Yate

En 1916, les monteurs de Parnall & Sons, basés à Bristol, ont commencé à fabriquer des avions au Colliseum Works de Park Row, à Bristol,. Pendant la Première Guerre mondiale, le personnel qualifié a été déplacé vers des sites situés dans la ville et dans le South Gloucestershire voisin, pour y produire des avions selon leurs propres plans et, sous contrat, ceux d'autres entreprises.
En 1919, l'activité aéronautique a été séparée de la société mère Parnall & Sons sous le nom de George Parnall and Company. Dans les années 1920, la fabrication des avions a été centralisée dans une usine à Yate, près d'un aérodrome utilisé par le Royal Flying Corps. Dans les années 1930, des tourelles de canon pour bombardiers ont été produites. Le site était une cible stratégique pendant la Seconde Guerre mondiale pour les bombardements de la Luftwaffe et, en 1941, plus de cinquante personnes ont été tuées lors des raids.
En 1935, Parnall Aircraft Limited a été créée lorsque George Parnall and Company a fusionné avec la Hendy Aircraft Company et la Nash and Thompson Limited. Après la Seconde Guerre mondiale, alors que la fabrication de composants d'avions se réduisait, des appareils électroménagers ont été construits sur le site. Pour refléter cette évolution, la société a changé son nom en Parnall (Yate) Limited en 1946.

## Avions

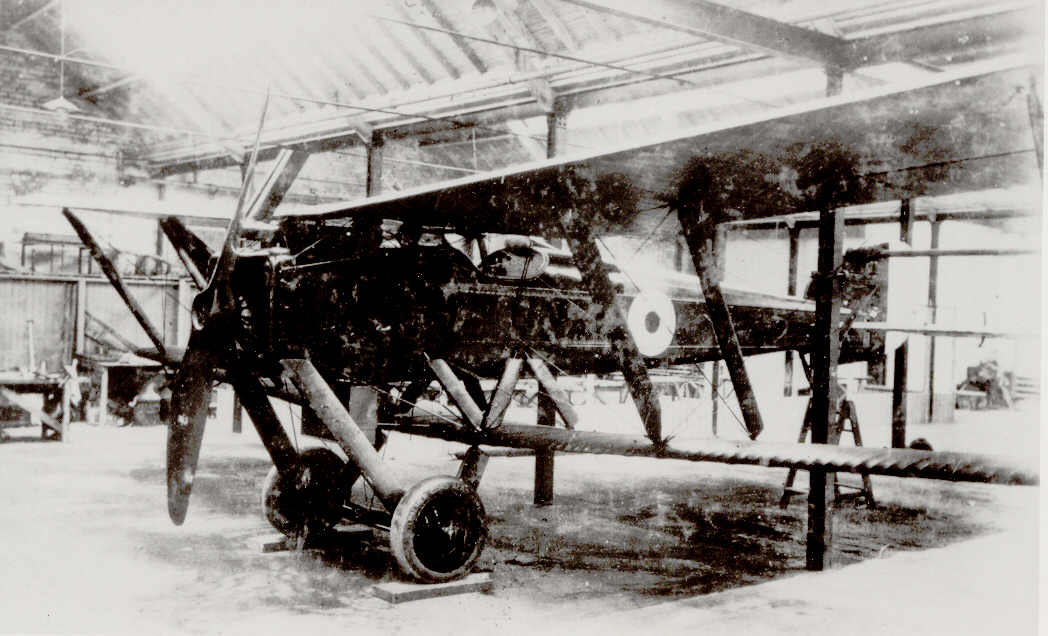
Le prototype du chasseur Parnall Scout en voie d'achèvement

Le Parnall Scout était un prototype d'avion de combat biplan monoplace en bois anti-navire développé dans les années 1910. Il était trop lourd et trop lent et n'a jamais été produit,.
Le Parnall Panther était un avion de reconnaissance et de repérage biplan en bois à une seule baie, conçu par Harold Bolas, qui avait rejoint Parnall and Sons après avoir quitté le département aérien de l'Amirauté. Il était équipé d'un moteur rotatif Bentley BR2 de 230 cv. À la suite de différends contractuels, la production a été transférée à la Bristol Aeroplane Company.
Le Parnall Puffin était un biplan amphibie expérimental de chasseur-reconnaissance.
Le Parnall Plover était un avion de combat naval monoplace  des années 1920, destiné à être utilisé au large des porte-avions de la Royal Navy, a été commandé pour une production à petite échelle, mais après une évaluation approfondie, le Fairey Flycatcher a été préféré pour un service à grande échelle.
Le Parnall Possum était un triplé expérimental, avec un seul moteur central entraînant des hélices montées sur les ailes par l'intermédiaire d'arbres et d'engrenages. Deux de ces avions ont été construits au milieu des années 1920.
Le Parnall Pixie était un avion léger monoplan monoplace à faible puissance, conçu à l'origine pour participer aux essais de motoplaneurs à Lympne, au Royaume-Uni, en 1923, où il fut piloté avec succès par Norman Macmillan. Il avait deux séries d'ailes, l'une pour les vols de fond et l'autre pour la vitesse ; il est apparu plus tard comme un biplan qui pouvait être converti en monoplan[14] Le Parnall Pixie IIIa G-EBJG existe toujours au Midland Air Museum de Coventry, en Angleterre. Les restes sont conservés en dépôt profond et ne sont généralement pas exposés au public sans arrangement préalable.
Le Parnall Perch était un avion monomoteur à sièges côte à côte conçu comme un avion d'entraînement polyvalent. Aucun contrat n'a été attribué sur cette spécification et un seul Perch a été construit.

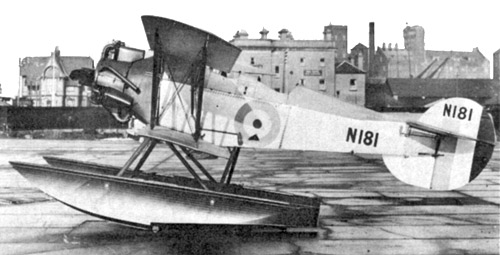
Le Peto N181

Le Parnall Peto était un petit hydravion à ailes repliables destiné à être utilisé comme avion de reconnaissance à bord d'un sous-marin.
Le Parnall Pike était un avion de reconnaissance biplan à deux/trois places, capable d'opérer hors des ponts porteurs ou depuis l'eau, construit en 1927. Un seul exemplaire a été construit.
Le Parnall Pipit était un chasseur naval monomoteur et monoplace, conçu selon une spécification du ministère de l'Air en 1927. Deux prototypes ont été construits, mais tous deux ont été détruits par un battement de queue.
Le Parnall Imp était un biplan monomoteur biplace inhabituel construit en 1927. Il possédait une aile inférieure droite en porte-à-faux qui supportait l'aile supérieure, très inclinée. Un seul exemplaire fut construit.
Le Parnall Elf était un biplan léger de tourisme à deux places, dont trois ont été construits à Yate entre 1928 et 1932. Le Elf a été le dernier avion conçu par Harold Bolas avant qu'il ne quitte la compagnie pour aller aux États-Unis.
Le Parnall Prawn était un hydravion à coque expérimental construit en 1930. Son monomoteur était monté sur un support inclinable dans le nez, de sorte que l'hélice pouvait être maintenue hors de l'eau au décollage et à l'atterrissage. Un seul hydravion a été construit et on ne sait pas s'il a jamais volé.
Le Parnall Parasol était un modèle expérimental d'avion à ailes parasol permettant de mesurer les forces aérodynamiques sur les ailes en vol. Deux ont été construits et volés au début des années 1930.
Le Parnall G.4/31 était un avion polyvalent des années 1930 qui pouvait être utilisé comme bombardier de jour et de nuit ainsi que pour la reconnaissance, les torpilles et les bombardements en piqué. C'était un gros biplan angulaire propulsé par un Bristol Pegasus IM3 de 690 ch (515 kW) avec un anneau Townend.
Le Parnall Heck a été conçu par Basil B. Henderson comme un monoplan monomoteur classique à cabine surbaissée, construit en épicéa avec un revêtement en contreplaqué, initialement un biplace en tandem. Le prototype a d'abord été piloté sous le nom de Hendy Heck, mais au moment de sa première démonstration publique en juillet 1935, les sociétés avaient fusionné et l'avion a été rebaptisé Parnall Heck.
Le Parnall 382 (également connu sous le nom de Heck III), était un avion d'entraînement monomoteur en bois à deux cockpits ouverts. Il a volé pour la première fois en 1939.